# Monorotaia Palm Jumeirah
La monorotaia Palm Jumeirah è una linea di monorotaia del tipo ferrovia a sella di Dubai che collega l'isola artificiale di Palm Jumeirah alla terraferma, con ulteriori estensioni previste per raggiungere la linea rossa della metropolitana di Dubai. È la prima monorotaia del Medio Oriente.

## Storia
La costruzione della linea, lunga 5,45 chilometri, iniziò nel marzo 2006, sotto la supervisione della Marubeni Corporation. Venne completata nel luglio 2008 e il collaudo iniziò nel novembre dello stesso anno. L'apertura, originariamente prevista per dicembre 2008, è stata in seguito ritardata al 30 aprile 2009. La linea è attualmente gestita dalla Serco.
Il budget per il progetto era di circa di 400 milioni di dollari, con in aggiunta altri 190 milioni di dollari per il prolungamento di circa 2 chilometri verso la metropolitana di Dubai. Altre fonti parlano invece di un budget di circa 1,1 miliardi di dollari. Attualmente un viaggio sulla monorotaia costa 15 Dirham per la sola andata, o 25 Dirham per andata e ritorno.

## Tecnologia
La monorotaia Palm Jumeirah utilizza la tecnologia di Hitachi Monorail. La linea ha una capacità di 40.000 passeggeri al giorno, con una frequenza di tre minuti nelle ore di punta e di ogni 15 o 20 minuti nelle ore di morbida. Tuttavia, l'utenza effettiva media della linea durante la prima settimana era di circa 600 passeggeri al giorno, e la monorotaia era "praticamente vuota".
Le opere elettromeccaniche sono state svolte da ETA in joint venture con Hitachi.

## Stazioni
Sono presenti quattro fermate, di cui tre nell'isola artificiale a forma di palma e una sulla terraferma:
- Atlantis Aquaventure  (Hotel Atlantis)
- Palm Mall (in origine Trump Plaza) - ancora chiusa al pubblico
- Trump Tower - ancora chiusa al pubblico (Trump International Hotel and Tower)
- Gateway - (Gateway Towers) - interscambio con la tranvia di Dubai

Stazioni future:
- Dubai Internet City (in progetto) - interscambio con la metropolitana di Dubai (linea rossa)